# Madison (rzeka)
Madison – rzeka przepływająca przez stany Wyoming i Montana w Stanach Zjednoczonych. Jej długość wynosi 294,5 km. Rzeka bierze początek w hrabstwie Park w Wyoming, w północno-zachodnim narożniku w Parku Yellowstone. Bierze początek z połączenia rzek Firehole i Gibbon. Łącząc się z rzekami Jefferson i Gallatin w Missouri Headwaters State Park, w pobliżu miasta Three Forks w stanie Montana tworzy oficjalny początek rzeki Missouri. 

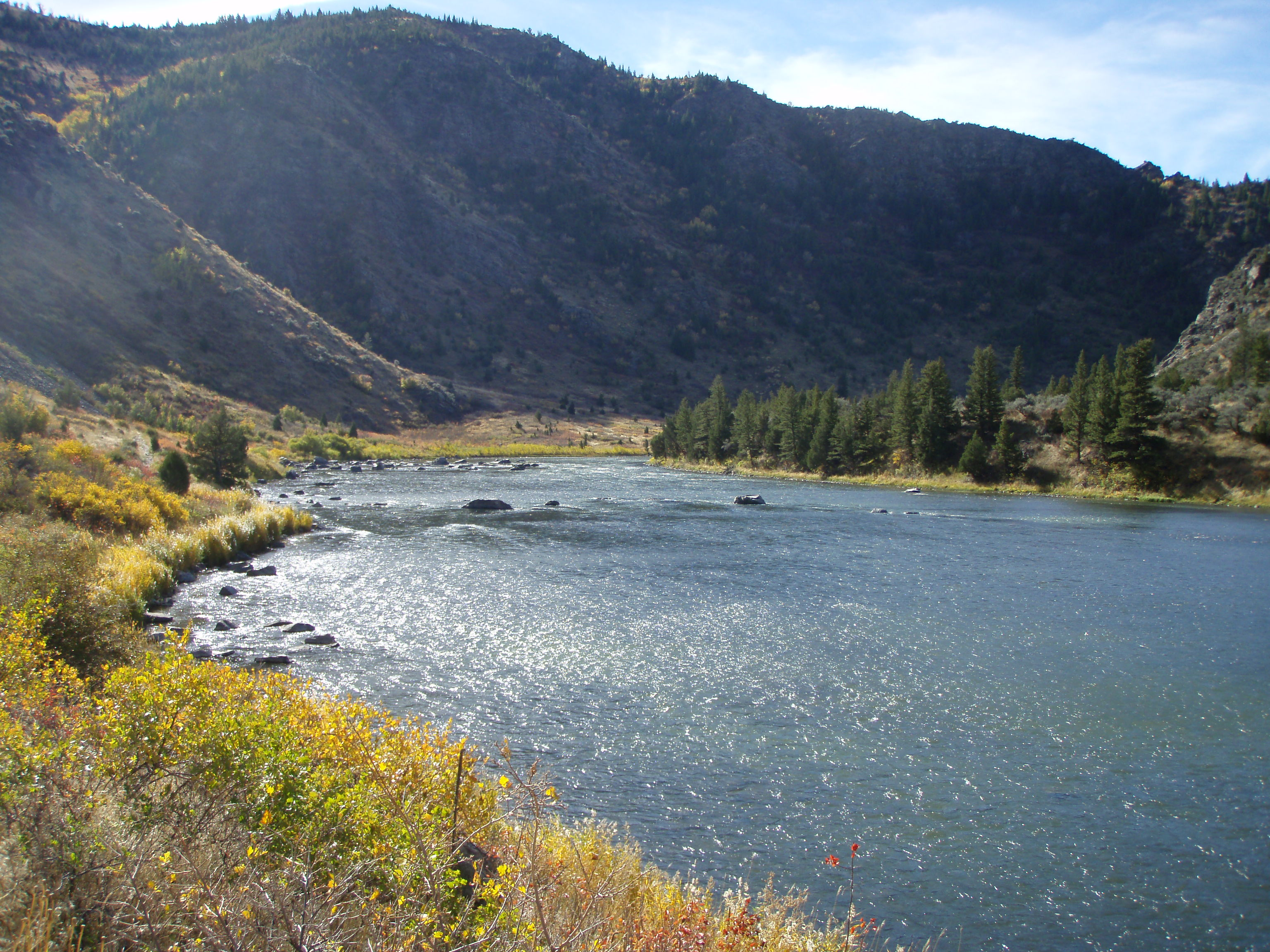

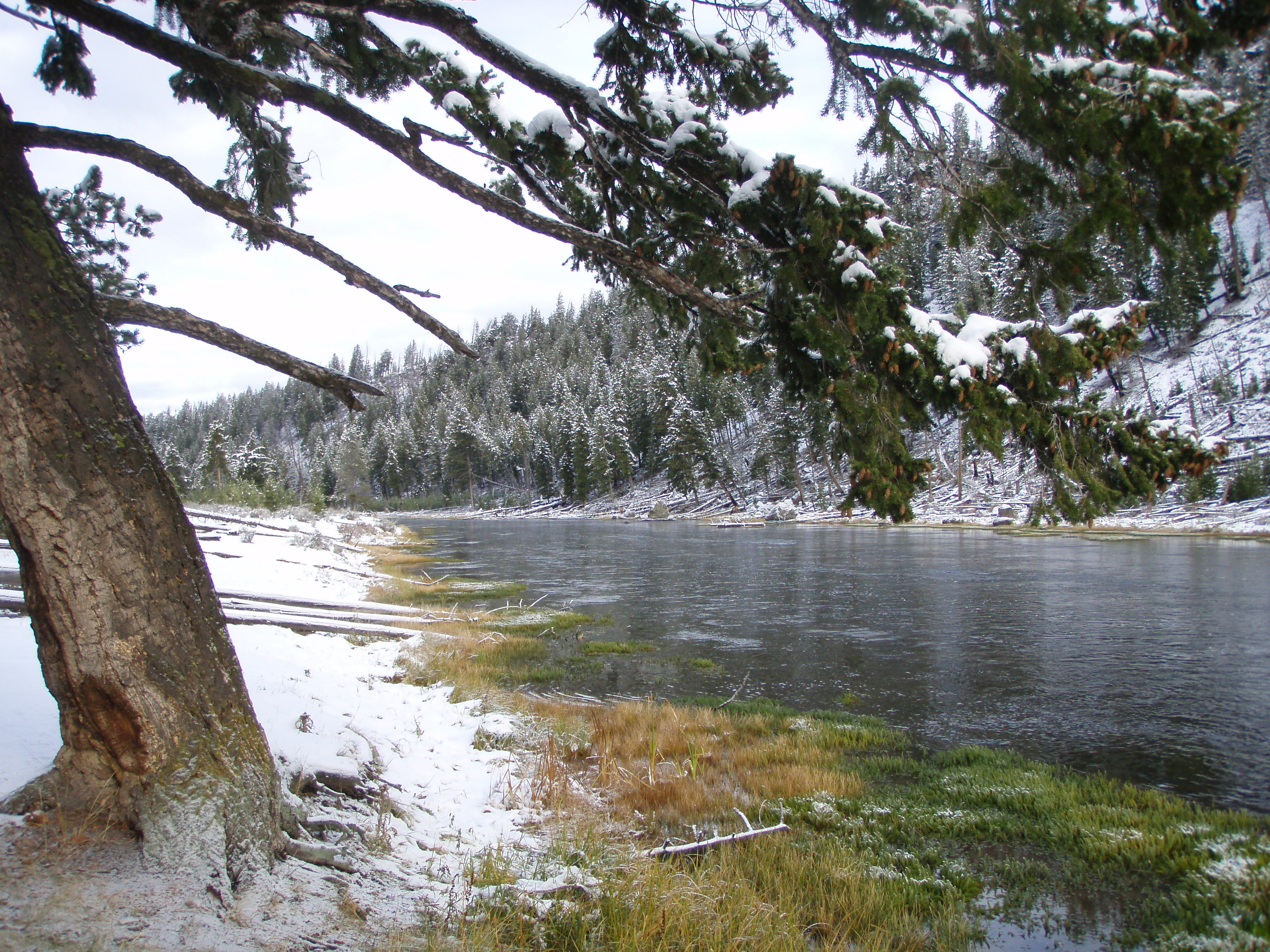